# Shirley Fry
Shirley June Fry Irvin (Akron, 30 giugno 1927 – Naples, 13 luglio 2021) è stata una tennista statunitense.
È stata una delle poche atlete ad aver vinto tutti e quattro i tornei del Grande Slam. Fa anche parte del ristretto gruppo di solo cinque tennisti/e in grado di vincere tutti i tornei anche nel doppio, insieme a Doris Hart, Margaret Smith Court, Martina Navrátilová, e Roy Emerson.

## Carriera
Shirley Fry ha vinto il singolare agli Internazionali di Francia del 1951 ed è stata finalista nel 1948 e nel 1952. Nel 1956 ha vinto il Torneo di Wimbledon e gli U.S. Championships, dopo essere stata finalista nel 1951, in entrambi i tornei. Ha vinto anche gli Australian Championships nel 1957.
Straordinaria la sua carriera nel doppio, specialità nella quale, in coppia con Doris Hart, si è aggiudicata gli Internazionali di Francia, il Torneo di Wimbledon e gli U.S. Championships, nel 1951, 1952 e nel 1953. Nel doppio, sempre in coppia con la Hart, ha vinto anche al Roland Garros nel 1950 e gli U.S. Championships nel 1954. Ha vinto anche gli Australian Championships, nel 1957 ma in coppia con Althea Gibson. Inoltre, è stata finalista a Parigi nel 1948, a Wimbledon nel 1950 e nel 1954 e negli Stati Uniti nel 1949, 1950, 1955 e 1956.
Ha vinto anche il doppio misto a Wimbledon nel 1956, in coppia con Vic Seixas, dopo essere stata finalista nel 1953; in tale specialità è stata anche finalista al Roland Garros nel 1952 e agli U.S. Championships del 1951 e del 1955.
Ha vinto gli ultimi tre tornei del Grande Slam a cui ha partecipato, sconfiggendo per ben tre volte la campionessa in carica del Roland Garros, Althea Gibson: nei quarti di finale a Wimbledon e in finale agli U.S. Open nel 1956 e agli Australian Open del 1957. Dopo quest'ultima vittoria si è ritirata dalle competizioni da n. 1 del mondo e si è sposata con Karl Irvin in Australia, nel febbraio 1957.
In totale, nella sua carriera si è aggiudicata 17 tornei del Grande Slam. 
Agli Internazionali d'Italia del 1951 è stata finalista nel singolare e si è aggiudicata sia il torneo di doppio, in coppia con Doris Hart, che il doppio misto, in coppia con Felicisimo Ampon. Nell'edizione 1953 è stata finalista nel doppio femminile.
Shirley Fry entrò a far parte nel 1970 dell'International Tennis Hall of Fame.

## Finali nel Singolare del Grande Slam

### Vittorie (4)
| Anno | Torneo                   | Avversario in Finale | Punteggio Finale |
| 1951 | French Championships     | Doris Hart           | 6-3, 3-6, 6-3    |
| 1956 | Wimbledon                | Angela Buxton        | 6-3, 6-1         |
| 1956 | U.S. Championships       | Althea Gibson        | 6-3, 6-4         |
| 1957 | Australian Championships | Althea Gibson        | 6-3, 6-4         |

### Finali perse (4)
| Anno | Torneo               | Avversario in Finale | Punteggio Finale |
| 1948 | French Championships | Nelly Adamson Landry | 6-2, 0-6, 6-0    |
| 1951 | Wimbledon            | Doris Hart           | 6-1, 6-0         |
| 1951 | U.S. Championships   | Maureen Connolly     | 6-3, 1-6, 6-4    |
| 1952 | French Championships | Doris Hart           | 6-4, 6-4         |